# Dariusz Matelski
Dariusz Grzegorz Matelski (ur. 18 stycznia 1963 w Poznaniu) – polski historyk i archiwista, doktor habilitowany nauk humanistycznych.

## Edukacja
Studiował na Wydziale Historycznym Uniwersytetu im. Adama Mickiewicza w Poznaniu, w 1987 uzyskał magisterium. Jego promotorami byli – prof. Edmund Makowski (historia) i prof. Stanisław Nawrocki (archiwistyka).
W 1994 uzyskał doktorat z nauk humanistycznych w zakresie historii pod kierunkiem prof. Stanisława Nawrockiego (formalnym promotorem był prof. Stanisław Sierpowski – kierownik Zakładu Archiwistyki IH UAM). Praca doktorska dotyczyła mniejszości niemieckiej w Wielkopolsce w latach 1919–1939.
W 2008 uzyskał stopień doktora habilitowanego nauk humanistycznych w zakresie historii najnowszej.

## Praca zawodowa i naukowa
- 1987–2009 pracownik naukowo-dydaktyczny (asystent) w Zakładzie Archiwistyki, a od 1997 w Zakładzie Historii Europy Wschodniej Instytutu Historii UAM,
- 2008–2010 profesor nadzwyczajny w Wyższej Szkole Humanistyczno-Ekonomicznej w Łodzi (WSHE) (od 2009 Akademia Humanistyczno-Ekonomiczna – AHE) Wydział Zamiejscowy w Bydgoszczy,
- 1995–2014 członek Kommission für die Geschichte der Deutschen in Polen (RFN),
- od 2003 członek Komisji Najnowszych Dziejów Słowian przy Międzynarodowym Komitecie Slawistów,
- od 2003 współpracownik Komisji Wschodnioeuropejskiej PAU,
- od 2004 członek American Biographical Institute,
- w 2004 ekspert Ministerstwa Kultury ds. restytucji dóbr kultury,
- od 2005 członek Instytutu Badań Dokumentacji i Poszukiwań Dzieł Sztuki im. Karola Estreichera jr. w Krakowie,
- od 12 czerwca 2008 członek Rady Naukowej Instytutu Historii Uniwersytetu im. Adama Mickiewicza w Poznaniu oraz członek Rady Naukowej Wydziału Historycznego Uniwersytetu im. Adama Mickiewicza w Poznaniu,
- 2009–2013 asystent z habilitacją w Zakładzie Historii Stosunków Międzynarodowych Instytutu Wschodniego Uniwersytetu im. Adama Mickiewicza,
- 2013–2015 pracownik Zakładu Historii Kultury Instytutu Wschodniego UAM,
- 2015–2017 pracownik Zakładu Rosji Współczesnej Instytutu Wschodniego UAM,
- 2017-2018 pracownik Zakładu Badań nad Kulturą Europy Wschodniej i Azji w Instytucie Wschodnim UAM.

## Działalność społeczna
- od 1983 do 1990 (do rozwiązania) należał do Polskiej Zjednoczonej Partii Robotniczej, 1986–1987 sekretarz Studenckiej Grupy Partyjnej na UAM.
- od 1985 do 1990 należał do Związku Nauczycielstwa Polskiego (ZNP).
- od 1996 do 1999 (do rozwiązania) należał do Partii Chrześcijańskich Demokratów (PChD) w Poznaniu; w 1996 delegat na Kongres PChD w Warszawie.
- 1983–1990 członek Zrzeszenia Studentów Polskich, w latach 1984–1986 był przewodniczącym ZSP na UAM.
- od 1986 członek Stowarzyszenia Archiwistów Polskich (SAP).
- 1987–2011 (do wystąpienia) członek Polskiego Towarzystwa Historycznego (PTH).

## Kwestia współpracy z SB
Jesienią 2005 Tomasz Schramm podał informację, że Dariusz Matelski został pozyskany w październiku 1984 r. jako tajny współpracownik SB o pseudonimie "Leński".

## Publikacje
- "Dzieje archiwistyki polskiej. Wybór źródeł". Wstęp: Stanisław Sierpowski i Dariusz Matelski. Materiały zebrał, opracował i przypisami opatrzył Dariusz Matelski (Tom I, Wydawnictwo Naukowe UAM, Poznań 1988; Nagroda Rektora UAM)
- Polska i Europa w XIX-XX wieku. Studia historyczno-politologiczne, Red. Jadwiga Kiwerska, Bogdan Koszel, Dariusz Matelski. Wydawnictwo Arpress, (Poznań 1992)
- "Quellen zur Geschichte der deutschen Minderheit in Polen von 1919 bis 1939 in deutschen und polnischen Archiven sowie in polnischen Bibliotheken". Nakładem Instytutu Herdera, (Marburg 1993), (współautor: Albert Stefan Kotowski); ISBN 3-87969-233-5
- "Dzieje archiwistyki polskiej. Wybór źródeł". Wstęp: Stanisław Sierpowski i Dariusz Matelski. Materiały zebrał, opracował i przypisami opatrzył Dariusz Matelski (Tom II, Wielkopolska Agencja Wydawnicza, Poznań 1993;, ISBN 83-5524-09-06
- Polska – Niemcy – mniejszość niemiecka w Wielkopolsce. Przeszłość i teraźniejszość. Praca zbiorowa pod redakcją Andrzeja Saksona. Redaktor wydania: Dariusz Matelski. Wydawnictwo Instytutu Zachodniego, (Poznań 1994) ISBN 83-85003-70-3
- "Mniejszości narodowe w Wojsku Polskim w 1922 roku", Wydawnictwo Inter-Arpress, (Poznań 1995), ISBN 83-905243-2-5
- "Ukraińcy i Rusini w Polsce 1918-1935", Wydawnictwo Inter-Arpress (Poznań 1996), ISBN 83-905243-0-9
- Pomorze – trudna ojczyzna? Kształtowanie się nowej tożsamości 1945-1995. Praca zbiorowa pod redakcją Andrzeja Saksona. Redaktor wydania: Dariusz Matelski, Wydawnictwo Instytutu Zachodniego, (Poznań 1996) ISBN 83-85003-78-9
- Urząd wojewody w Poznaniu. Od X wieku do współczesności. Wydawnictwo Kroniki Wielkopolski, (Poznań 1997) (współautorzy: Zbigniew Dworecki, Stanisław Nawrocki, Wojciech Radomski), ISBN 83-85811-48-6
- "Mniejszość niemiecka w Wielkopolsce w latach 1919-1939", Wydawnictwo Naukowe UAM, (Poznań 1997 – Nagroda Naukowa KLIO), ISBN 83-232-0759-3
- "Grodzisk Wielkopolski. Dzieje powiatu i starania o jego restytucję". Wydawnictwo: Muzeum Ziemi Grodziskiej, (Grodzisk Wlkp. 1998), ISBN 83-904694-6-4
- "Niemcy w Polsce w XX wieku", Wydawnictwo Naukowe PWN, (Warszawa-Poznań 1999), ISBN 83-01-12931-X
- "Niemcy w Polsce w 1939 r. w świetle raportów Wydziału Narodowościowego MSW", Wydawnictwo Inter-Arpress, (cz. I-IV, Poznań 2002),
- "Losy polskich dóbr kultury w Rosji i ZSRR", Wydawnictwo Inter-Arpress, (Poznań 2003), ISBN 83-89353-00-8
- "Die Deutschen in der Zweiten Polnischen Republik in der Geschichtsschreibung", Wydawca: Kommission für die Geschichte der Deutschen in Polen (Marburg 2003),
- "Problemy restytucji polskich dóbr kultury od czasów nowożytnych do współczesnych", Dom Wydawniczy Harasimowicz, (Poznań 2003 – Nagroda im. prof. Jerzego Skowronka w Warszawie; Nagroda im. Ireny i Franciszka Skowyrów na KUL), ISBN 83-89245-25-6
- "Dokumenty w sprawie polityki narodowościowej władz polskich wobec Niemców w latach 1938-1939" (Poznań 2004), Wydawnictwo Inter-Arpress, ISBN 83-89353-05-9
- "Grabież dóbr kultury w wojnach Rzeczypospolitej Obojga Narodów (1569–1795)". Książka dedykowana pamięci kierowników Katedry Historii Wschodu Europy Uniwersytetu Poznańskiego – prof. Józefowi Paczkowskiemu (1861–1933), prof. Kazimierzowi Chodynickiemu (1890–1942) i prof. Henrykowi Łowmiańskiemu (1898–1984), Wydawnictwo GRAFIKA, (Poznań 2005), ISBN 83-87350-40-0
- "Polityka Niemiec wobec polskich dóbr kultury w XX wieku". Książka dedykowana prof. Jerzemu Krasuskiemu, Wydawnictwo Adam Marszałek, (Toruń 2005, ISBN 83-7441-173-2; wyd. II popr. Toruń 2007, ISBN 978-83-7441-584-2),
- "Grabież i restytucja polskich dóbr kultury od czasów nowożytnych do współczesności", Przedmowa: Zbigniew Witek. Wydawnictwo: Towarzystwo Przyjaciół Sztuk Pięknych w Krakowie, (t. I-II, Kraków 2006; reprint: Kraków 2012), ISBN 83-88121-86-3
- "Siedemdziesiąt lat służby Polsce. Dzieje Szkoły Powszechnej i Podstawowej nr 46 w Poznaniu", Wydawnictwo GRAFIKA, (Poznań 2007), ISBN 978-83-87350-48-2
- Działalność Stowarzyszenia "Poznański Czerwiec '56" w latach 1989-2008, Wydawnictwo GRAFIKA, (Poznań 2008), ISBN 978-83-87350-61-1
- „Przegląd Polsko-Polonijny” (współredaktor), nr 1/2011 (ss. 333, il.); nr 2/2011 (ss. 380, il.)
- Poczet królów i książąt władców Polski, Wydawca: Towarzystwo Przyjaciół Sztuk Pięknych w Krakowie(Kraków 2012).
- Karol Estreicher jr, Dziennik wypadków, Red. Zbigniew K. Witek i Anna M. Joniak, Konsultacja historyczna Dariusz Matelski, wydawca; Towarzystwo Przyjaciół Sztuk Pięknych w Krakowie, t. I (1939-1945) Kraków 2001 ss. 852, il.; t. II (1946-1960), Kraków 2002, ss. 819, il.; t. III (1961-1966), Kraków 2003, ss. 884, il.; t. IV (1967-1972), Kraków 2004, ss. 695, il.; t. V (1973-1977), Kraków 2006, ss. 752, il.; t. VI (1978-1980), Kraków 2013, ss. 879, il.; t. VII (1980-1984), Kraków 2013, cz. I ss. 794, il.; cz. II ss. 849.
- Dokumenty rewindykacji polskich dóbr kultury zrabowanych przez Niemców w latach 1939-1944 z archiwum Karola Estreichera jr. największego rewindykatora w historii Europy. Redakcja: Zbigniew K. Witek. Konsultacja historyczna – Dariusz Matelski, Kraków: Towarzystwo Przyjaciół Sztuk Pięknych w Krakowie, 2015, ISBN 83-88121-53-7, ss. 832, il., 5 płyt DVD z 9994 dokumentami.
- Karol Estreicher jr (1906-1984) – biografia wielkiego Polaka, tom I (do 1939 roku), Kraków: Towarzystwo Przyjaciół Sztuk Pięknych w Krakowie, 2016, ISBN 83-88121-93-6, ss. 799, il., mapy.
- Karol Estreicher jr 1906-1984 – biografia wielkiego Polaka, tom II (1939-1945), Kraków: Towarzystwo Przyjaciół Sztuk Pięknych w Krakowie, 2017, ISBN 83-88121-09-X,  ss. 895, il., mapy.
- Niemcy w II Rzeczypospolitej (1918-1939). Wydawnictwo Adam Marszałek, Tom I, Toruń 2018, ss. 611, il., mapy. ISBN 978-83-8019-905-7.
- Niemcy w II Rzeczypospolitej (1918-1939). Wydawnictwo Adam Marszałek, Tom II, Toruń 2018, ss. 628. ISBN 978-838019-906-4.
- Anatomia grabieży. Polityka Rosji wobec polskiego dziedzictwa kultury od XVII do XXI wieku. Książka dedykowana prof. zw. dr. hab. Janowi Pruszyńskiemu (1941-2008). Wydawnictwo AVALON, Kraków 2021, ss. 928, il., mapy ISBN 978-83-7730-451-8.https://www.academia.edu/48789994/30_04_2021_Dariusz_Matelski_Anatomia_grabie%C5%BCy_Polityka_Rosji_wobec_polskiego_dziedzictwa_kultury_od_XVII_do_XXI_wieku